# 平达伊
平达伊（葡萄牙語：Pindaí）是巴西巴伊亚州的一个市镇。总面积715.482平方公里，总人口14706人，人口密度20.6人/平方公里。